# Jeżatka azjatycka
Jeżatka azjatycka (Atherurus macrourus) – gatunek ssaka z rodziny jeżozwierzowatych (Hystricidae), występujący w południowo-wschodniej Azji.

## Taksonomia
Gatunek po raz pierwszy zgodnie z zasadami nazewnictwa binominalnego opisał w 1758 roku szwedzki przyrodnik Karol Linneusz nadając mu nazwę Hystrix macroura. Holotyp pochodził z Malakki, w Malezji Zachodniej.
Podczas przeglądu taksonomicznego z 1977 roku stwierdzono tylko niewielkie różnice między rzekomymi podgatunkami (hainanus z wyspy Hajnan i nominatywny macrourus z Syczuanu, Junnan, Kuejczou, Hubei, Hunan i Kuangsi), niewystarczające do uzasadnienia oznaczenia podgatunków. Autorzy Illustrated Checklist of the Mammals of the World uznają ten gatunek za monotypowy.

### Etymologia
- Atherurus: gr. αθηρ athēr „wąsy, ości u kłosa”; ουρα oura „ogon”[17].
- macrourus: gr. μακρος makros „długi”; -ουρος -ouros „-ogonowy”, od ουρα oura „ogon”[18].

## Zasięg występowania
Jeżatka azjatycka występuje w południowo-wschodniej Azji, od północno-wschodnich Indii (Asam, Meghalaya i Mizoram) na wschód do środkowej i południowej Chińskiej Republiki Ludowej (południowy Syczuan, Kuejczou, wschodni Hubei, północny Hunan, Junnan, Kuangsi, włącznie z wyspą Hajnan) i na południe przez Mjanmę i kontynentalną południowo-wschodnią Azję do Półwyspu Malajskiego i wyspy Ko Tarutao (południowo-zachodnie wybrzeże Tajlandii) oraz wysp Aur, Pemanggil i Tioman (wschodnie wybrzeże Półwyspu Malajskiego); być może występuje również w Bangladeszu, natomiast dane z Sumatry wymagają weryfikacji.

## Morfologia
Długość ciała (bez ogona) 380–570 mm, długość ogona 160–195 mm, długość ucha 33–42 mm, długość tylnej stopy 68–80 mm; masa ciała 1,8–4,3 kg.

## Ekologia

### Tryb życia
Jeżatka azjatycka wiedzie nocny tryb życia. Mieszka w norach, w których mogą mieszkać trzy zwierzęta równocześnie. Po ciąży trwającej 100–110 dni samica rodzi jedno młode. Możliwe są dwa mioty w ciągu roku. Jeżatka osiąga wiek 7 lat.

### Siedlisko
Gryzoń mieszka w subtropikalnych i tropikalnych lasach górskich. Wybiera tereny o obfitych zaroślach trzcinowych, porośniętych bambusami i palmami.